# Wemme
Wemme (kiejtése::wɛmiː) az Amerikai Egyesült Államok Oregon államának Clackamas megyéjében, a U.S. Route 26 mentén elhelyezkedő önkormányzat nélküli település, Mount Hood Village része.

## Története
Névadója E. Henry Wemme üzletember, Oregon első autótulajdonosa. 1912-ben megvásárolta a Barlow Road területét, ami két év múlva köztulajdon lett.

## Repülőgép-szerencsétlenség
McDonnell Douglas DC–9-est először 1966. október 1-jén ért baleset, amikor a West Coast Airlines 956-os járata Wemme-től kilenc kilométerre délre lezuhant. 18-an meghaltak, túlélőket nem találtak.

## Fordítás
- Ez a szócikk részben vagy egészben  a   Wemme, Oregon című angol Wikipédia-szócikk ezen változatának fordításán alapul.  Az eredeti cikk szerkesztőit annak laptörténete sorolja fel. Ez a jelzés csupán a megfogalmazás eredetét és a szerzői jogokat jelzi, nem szolgál a cikkben szereplő információk forrásmegjelöléseként.